# (2334) Cuffey
(2334) Cuffey (1962 HD) – planetoida z grupy pasa głównego asteroid okrążająca Słońce w ciągu 3,42 lat w średniej odległości 2,27 au. Odkryta 27 kwietnia 1962 roku.